# Pałac Ogińskich i Potulickich w Krakowie
Pałac Ogińskich i Potulickich – zabytkowy pałac znajdujący się w Krakowie, w dzielnicy I Stare Miasto przy ul. Józefa Piłsudskiego 4, na Nowym Świecie.
Pałac został wybudowany w 1879 roku według projektu Filipa Pokutyńskiego jako pałac miejski Ogińskich i Potulickich. Potem był siedzibą Krakowskich Towarzystw Jeździeckich, a wraz z nią Resurs Krakowski oraz Kasyno Końskie. 
Budynek został zniszczony poprzez bombardowanie w czasie II wojny światowej. Ruiny pałacu wraz z działką po zakończeniu II wojny światowej zakupiła staraniem kardynała Adama Stefana Sapiehy Archidiecezja Krakowska. Pałac został przez władze kościelne wiernie odbudowany. Po odbudowie początkowo mieściło się w nim niższe seminarium duchowne a następnie stał się on drugim budynkiem Wyższego Seminarium Duchownego Archidiecezji Krakowskiej.